# Sancho Pansa

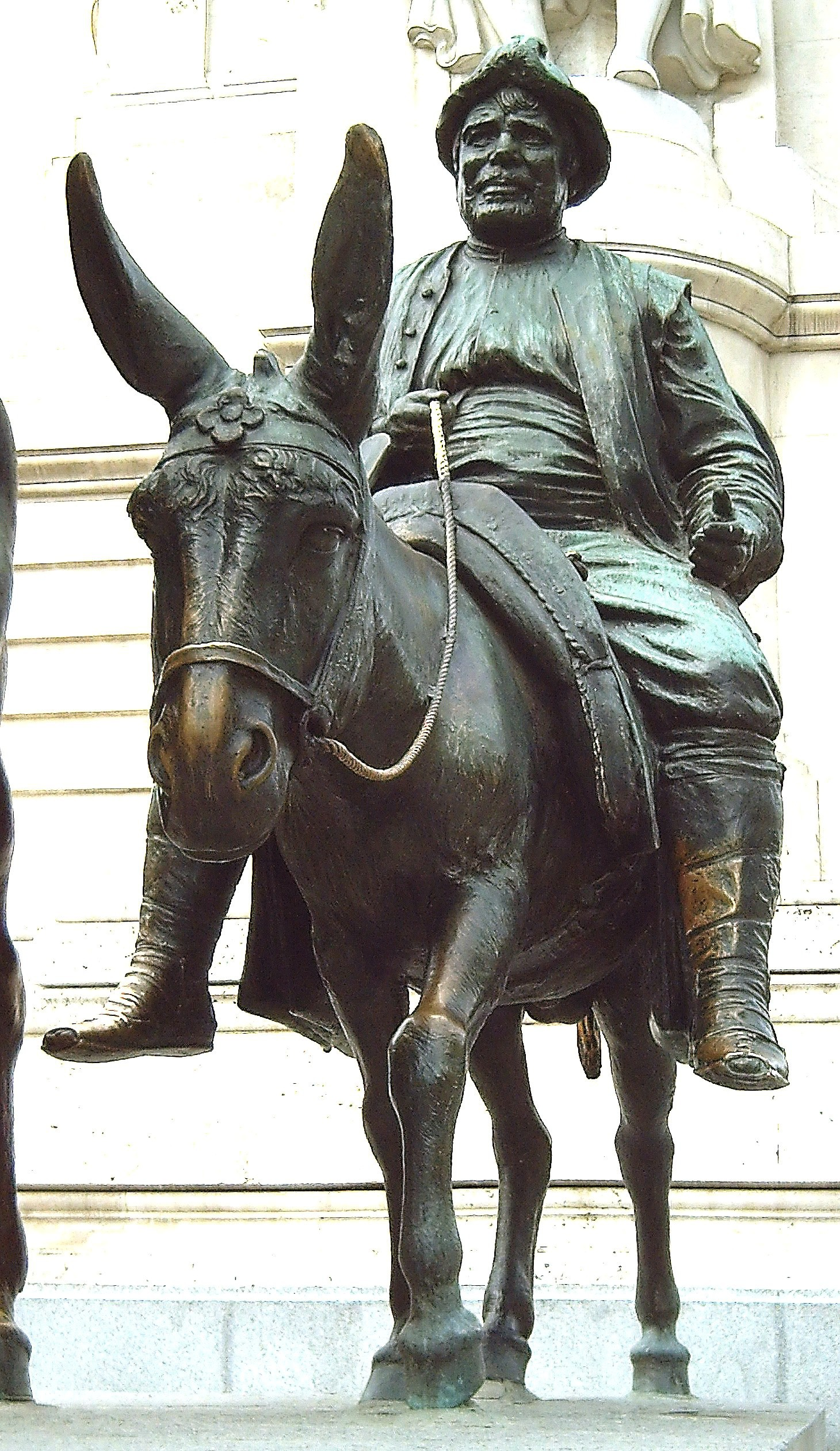
Pomnik Sancho Pansy w Madrycie (L.C. Valera, 1930)

Sancho Pansa – wierny giermek błędnego rycerza Don Kichota z Manczy z powieści Miguela de Cervantesa Don Kichot.
W pierwszej części powieści jest postacią raczej komiczną, przeżywa te same przygody i cierpi te same trudy co Don Kichot, i dopiero w części drugiej Cervantes przedstawia pogłębioną charakterystykę postaci Sancha (zresztą tak samo jak postaci Don Kichota). Komizm Sancha z części pierwszej nabiera wówczas cech sarkazmu i groteski. 
Kluczowym momentem przygód Sancha Pansy jest objęcie funkcji wielkorządcy „wyspy” Barataria. „Wyspa” była w istocie niewielkim miastem, a powierzenie wielkorządztwa giermkowi Don Kichota było jednym z żartów wymyślonych przez księcia, u którego przez pewien czas gościł błędny rycerz wraz ze swym giermkiem. 

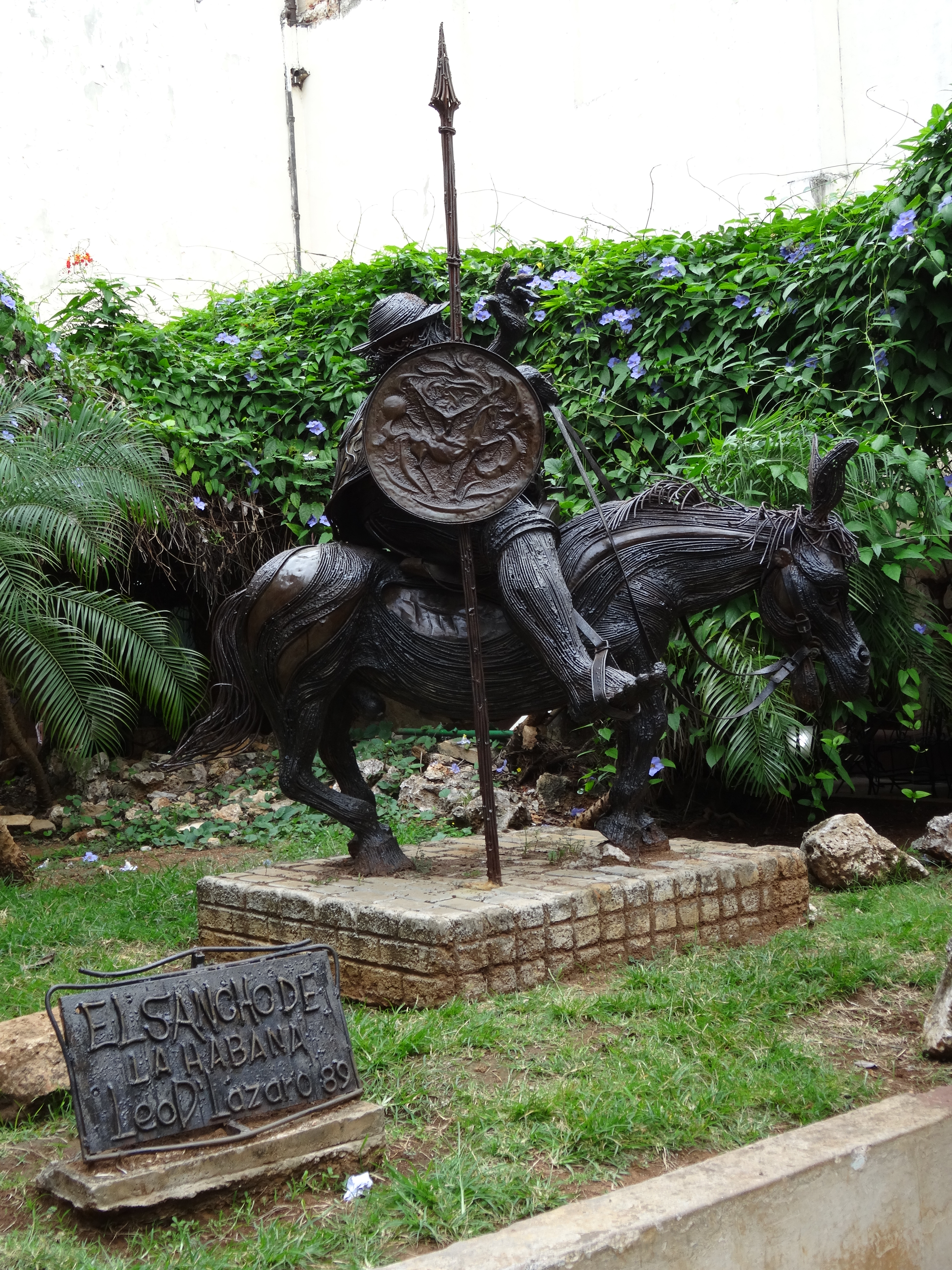
Figura Sancha Pansy w Hawanie, Kuba

Powrócił wraz z Don Kichotem do rodzinnej miejscowości, a dzięki zapłacie, jaką otrzymał od swego pana w zamian za poświęcenie i wierną służbę, został z radością przywitany przez żonę, Teresę Pansę. 
W porównaniu do swojego pana, Sancho był człowiekiem spokojnym i rozważnym, choć brak mu było odwagi i determinacji w działaniu. 
Mimo pewnej naiwności, a nawet łatwowierności (np. nigdy nie przestał wierzyć, że naprawdę sprawował funkcję wielkorządcy wyspy Barataria) stał się symbolem zdrowego rozsądku, potrafiącego nie tylko czerpać dla siebie korzyści w świecie rządzonym przez obłęd i iluzję, lecz także dochować wierności podstawowym wartościom.